# Polygastrophora tobagoensis
Polygastrophora tobagoensis är en rundmaskart som först beskrevs av Allgen 1947.  Polygastrophora tobagoensis ingår i släktet Polygastrophora och familjen Eurystominidae. Inga underarter finns listade i Catalogue of Life.